# Heartbreak in Stereo
Heartbreak in Stereo – debiutancki album zespołu Pencey Prep. Został wydany 26 listopada 2001. 
W 2007 wytwórnia Eyeball Records wypuściła na rynek reedycję płyty, ponieważ zwiększająca się liczba fanów miała problem z nabyciem albumu.

## Lista utworów
1. "P.S. Don't Write" – 2:40
2. "Yesterday" – 4:06
3. "Don Quixote" – 3:55
4. "10 Rings" – 3:46
5. "The Secret Goldfish" – 4:39
6. "8th Grade" – 4:11
7. "19" – 5:59
8. "Trying to Escape the Inevitable" – 4:42
9. "Lloyd Dobbler" – 2:07
10. "Florida Plates" – 5:20

Utwory 11-18 zawierają 32 sekundy ciszy i nazwane zostały 'Hidden' (utwory 11, 13, 14 i 15) oraz 'Shit' (utwory 12, 16, 17 i 18)
1. "Fat and Alone" – 2:35 (hidden track)

## B-sides
- "Attention Reader" (kiedyś pod nazwą "I Am a Graveyard") – 5:24
- "Rebuilding Home"
- "Heroin Slow" – 3:55
- "Home" – 4:11
- "The Secret Goldfish" (wersja akustyczna) – 4:38

"Heroin Slow", "Home", "P.S. Don't Write" i "The Secret Goldfish" są aktualnie dostępne na MySpace zespołu.